# 段正坤
段正坤（1945年—），男，汉族，河南人，中华人民共和国政治人物，1967年北京政法学院毕业。曾任中华人民共和国司法部律师司司长，副部长、党组成员、中国公证协会会长、中国法学会副会长、第十一届全国政协委员。

## 生平
2008年，当选第十一届全国政协委员，代表社会科学界，分入第三十三组。并担任社会和法制委员会专委。